# Mimemodes bhutus
Mimemodes bhutus es una especie de coleóptero de la familia Monotomidae.

## Distribución geográfica
Habita en Assam (India).